# Bred papuasköld
Bred papuasköld (Alocasia wentii) är en kallaväxtart som beskrevs av Adolf Engler och Kurt Krause. Den breda papuaskölden ingår i släktet Alocasia och familjen kallaväxter. Inga underarter finns listade.